# سانتا تيريزا دي ريفا
سانتا تيريزا دي ريفا (بالإيطالية: Santa Teresa di Riva)‏ هي بلدية في مقاطعة ميسينا في صقلية الإيطالية.

## السكان
في سنة 1861 بلغ عدد السكان 1٬307 نسمة، وتطور العدد ليصل في سنة 2011 لـ 9٬240 نسمة.
يظهر هذا المخطط البياني تطور النمو السكاني لـ سانتا تيريزا دي ريفا